# ガンのヘンリクス
ガンのヘンリクス（羅: Henricus Gandavensis or Henricus de Gandavo 1217年頃 - 1293年）は、「謹厳博士」（羅:Doctor Solemnis）として知られるスコラ哲学者。ガン(ガンダヴォ、ヘント)周辺のmudeという地域の出身。トゥルネー（もしくはパリ）にて没。1274年にトマス・アクィナスが没してから14世紀初めにドゥンス・スコトゥスが登場するまで彼が主導的なアウグスティヌス主義者であった。

## 生涯
ヘンリクスはイタリア系のボニコッリ（オランダ語ではゲータル Goethals）という一族に所属していたとされるが、彼の名前の問題は度々議論されてきた（参考文献を参照）。彼はまずヘントで修学し、次いでケルンでアルベルトゥス・マグヌスの下に学んだ。博士号を得ると彼はヘントに戻り、当地で初めて哲学と神学を公開講義した人物となった。
大学での評判の良さからパリに招かれ、そこで律修司祭と在俗司祭との間の論争に巻き込まれることとなったが、彼は後者の側についた。1277年3月7日の事件が起こったとき、ヘンリクスはパリ大学の教授であった。その日パリ司教のエティエンヌ・タンピエが、219条の命題に関して神学部の教師が教授することを禁ずる異端宣告を出した。ヘンリクスはこの異端宣告文作成に関与し、そのためローマ教皇特使によるアウグスティヌス主義者ローマのエギディウスへの非難宣告にも召喚されている。彼が特使に召喚されたのは、彼のトマス・アクィナス哲学に対する態度や、全ての人間に対してただ一つの知性が存在するという唯一性命題を改めさせようという意図が働いていたものとされる。1281年にマルティヌス4世により教皇勅書『アド・フルクトゥス・ウベレス』（羅:Ad fructus uberes）が出されると、「懺悔の繰り返し」(たとえ既に托鉢修道士に懺悔をしていても一年に少なくとも一回は教区司祭に懺悔をしなくてはいけないという義務)の問題に関して托鉢修道会から在俗聖職者を擁護した。ヘンリクスは残りの生涯を全てこの暴力的抗争に巻き込まれたままで過ごした。

## 業績

### 本質存在
個々の存在は自己の本質―本質存在（羅:esse essentiae）―に一致するだけではなく、「何か性」（羅:aliquitas）を持っているとヘンリクスは主張した。神とは違って被造物は本質が存在そのものだというわけではなく、本質存在を分有したものを自己の本質として持つ。このため「広い意味での存在」（羅:esse latissimum）あるいは「一般的な形での存在」（羅:esse communissimum）と呼ばれる。存在が動的に作られたことを重んじることは存在の限界設定つまり特定である。本質存在（羅:esse essentiae）が第一番目にきて、次に「本質を通した何らかの存在」（羅:esse aliquid per essentiam）がきて、最後に存在全体が作り上げられて現実になるのである。

### 志向的区別
志向的区別においては全く同じものが別の概念で、別の方法で表現される(Quodl. V, q. 12)。純粋に論理的な区別とは異なり、志向的区別は常になんらかの複合物を指すが、実在的区別によって指されるものと比べて小さい。
例えば「理性的」と「動物」はいずれも人間の内に見いだされるので観点的には区別されない、というのは一方が他方の定義になってはいないからである。一方で実在的区別でもない、さもなくば「理性的」と「動物」の結合がそれぞれの人間の中で純粋に付帯的(羅:per accidens)なものということになってしまうからである。それゆえ何らかの中間的区別が存在しなければならず、それをヘンリクスは「志向的」と名付ける。この原理は後にスコトゥスによって形相的区別の概念へと発達させられる。

### 照明説
ヘンリクスの教説はプラトニズムを強く吹きこまれたものである。彼は実際の物体に関する知識と、それによって人間が神の存在と物とを区別するところの神的な霊感とを区別した。前者が後者に光を投げかけることはない。個々人は物質的要素から構成されるのではなく独立した存在から、つまり究極的にはめいめいが独立した存在として作られているという事実から構成されているのである。普遍は人間の心と関係を持っているか神の心と関係を持っているかに基づいて区別されなければいけない。神の知性の内には、自然中に存在する物体の類や種の模範つまりタイプが存在する。
この説に関するヘンリクスの考えは全くもって不明確である。しかし彼は当時のアリストテレス主義の批判からプラトニズムを擁護しており、さらにプラトンとアリストテレスの思想を調停する道を模索している。霊魂と肉体の深い結合という彼の説は心理学において注目されている。魂の実体を構成する一部として彼が重視する肉体はこの結合を通じてより完全・完璧になるとされる。

### 科学的知識
ヘンリクスの真偽判断基準は今日科学において一般的に受け入れられているものを凌いでいる。アリストテレスの『分析論後書』に強く依拠して、「第一に確かでなければならない、つまり、疑義の余地がないものでなければならない。第二に、必要なものでなければならない。第三に、知性にとって明らかである原因によって生まれるものでなければならない。第四に、三段論法のような推論過程によって物体に適用できなければいけない」という条件を彼は要求した。これによって彼は知り得るものの領域から不確定的なものを排除した。こういった点で彼は年少の同僚ヨハネス・ドゥンス・スコトゥスに反論されることとなった。

## 著作
- Quodlibeta Theologica (Paris, 1518; Venice, 1608 and 1613).
- Summa quaestionum ordinarium (Paris, 1520; Ferrara, 1646).
- Henrici de Gandavo Opera Omnia Leuven: Leuven University Press, 1979 sqq.
- Syncategoremata Henrico de Gandavo adscripta edited by H.A.G. Braakhuis, Girard J. Etzkorn, Gordon Wilson. With an introduction by H.A.G. Braakhuis; Leuven: Leuven University Press, 2010.

誤ってガンのヘンリクスに帰されたもの:
- the Affligem Catalogus virorum illustrium, first published in De scriptoribus ecclesiasticis ed. Suffridus Petri (Cologne, 1580).

## 英訳
- Henry of Ghent's Summa of Ordinary Questions. Article One: On the possibility of knowing Translation with an introduction and notes by Roland J. Teske, S.J. South Bend, St. Augustine Press, 2008. ISBN 1-58731-359-6.
- Henry of Ghent's "Summa": The Questions on God's Existence and Essence (Articles 21-24). Translation by Jos Decorte (†) and Roland J. Teske, S.J. Latin Text, Introduction, and Notes by Roland J. Teske, S.J. (Dallas Medieval Texts and Translations 5). Louvain/Paris: Peeters, 2005. ISBN 978-90-429-1590-9.
- Henry of Ghent's "Summa": The Questions on God's Unity and Simplicity (Articles 25-30). Latin Text, Introduction, Translation, and Notes by Roland J. Teske, S.J. (Dallas Medieval Texts and Translations 6). Louvain and Paris: Peeters, 2006. ISBN 978-90-429-1811-5.